# 낭시 대성당

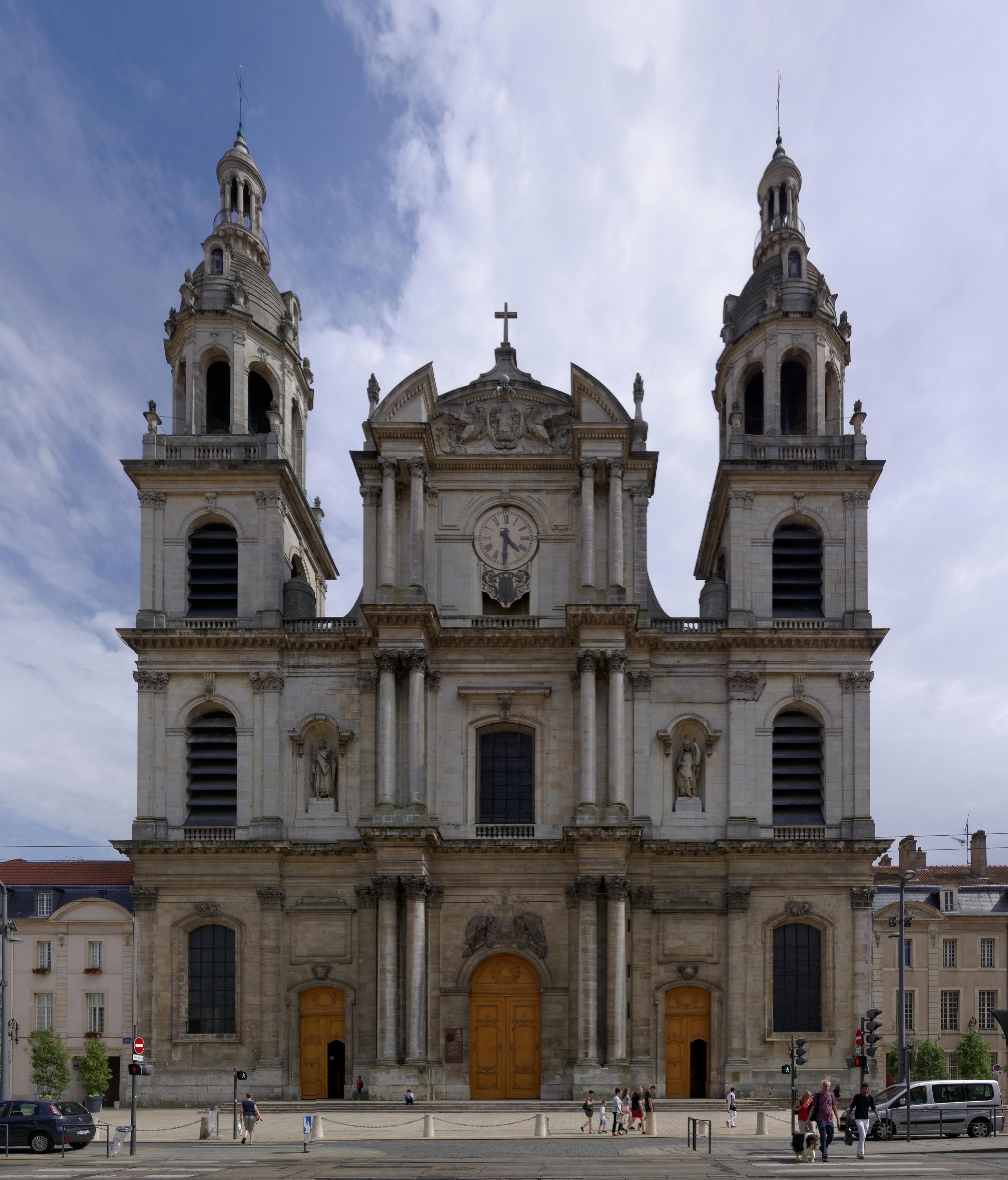
낭시 대성당

낭시 대성당 또는 낭시 주교좌 성당(프랑스어: Cathédrale Notre-Dame-de-l'Annonciation de Nancy)은 18세기에 건립된 로마 가톨릭교회의 성당으로 프랑스의 기념비적인 건축물 가운데 하나이다. 프랑스 로렌 지방의 낭시에 있으며, 낭시 교구의 대성당이다.